# 黑色双线鳚
黑色双线鳚（学名：Enneapterygius niger），是三鳍鳚科双线鳚属一种，分布于太平洋西部热带海域。本种由德国学者罗纳德·弗里克（Ronald Fricke）于1994年描述发表。本种因雄鱼整体呈黑色，故名。